# Team Finland

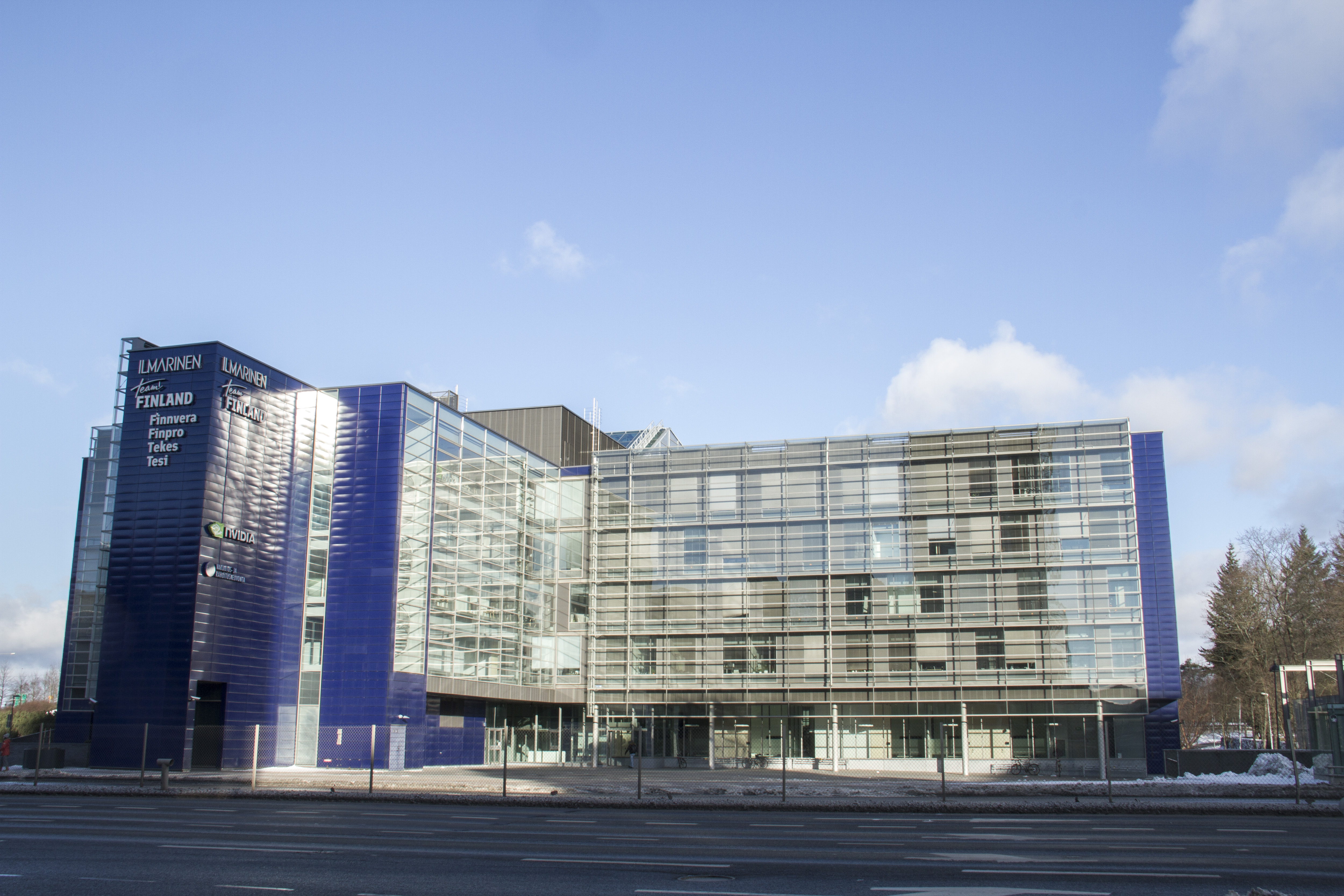
Team Finlandhuset vid Porkkalagatan i Gräsviken i Helsingfors, med bland andra Tekes, Finpros, Finnveras och Tesis kontor

Team Finland är ett nätverk av finländska offentliga tjänsteleverantörer som tillhandahåller internationaliseringstjänster för företag. Nätverket syftar till att ge företagen en jämn servicekedja från rådgivning till finansiering.

## Nätverkets medlemmar
- Arbets- och näringsministeriet
- Utrikesministeriet
- Undervisnings- och kulturministeriet
- Finpro och Tekes (från och med 2018 Business Finland)
- Finnvera Oy, Finlands statliga exportfinansieringsbolag
- Tesi Oy (Finlands industriinvestering), statligt investeringsföretag
- Finlands (regionala) Närings-, trafik- och miljöcentraler (finska ELY-keskus)
- Patent- och registerstyrelsen
- Finsk-ryska handelskammaren
- Finsk-svenska handelskammaren
- VTT Oy (Statens tekniska forskningscentral)
- Finnfund, Fonden för industriellt samarbete Oy
- Finlands kultur- och vetenskapliga institut

Team Finland-nätverket har sina rötter i 1990-talets ekonomiska kris i Finland och syftade till att minska fragmentiseringen av den finländska statens stöd till företags internationalisering. Tillkomsten av Team Finland-nätverket skedde i början av 2010-talet. Ett regeringsprogram 2011 syftade till att samla internationellt inriktade aktiviteter. Två rapporter från 2012 låg till grund för affärsmodellen Team Finland, med ett nätverk mellan exportörer samt en sammankoppling av näringslivsstöd i Finland och för export. 
I augusti 2012 utsågs en styrgrupp i nätverket, uppkallad efter ordföranden, politikern Jyrki Katainen, med företagsledaren Matti Alahuhta som vice ordförande.